# City of Sunderland
Die City of Sunderland ist ein Metropolitan Borough mit dem Status einer City im Metropolitan County Tyne and Wear in England. Verwaltungssitz ist die gleichnamige Stadt Sunderland. Weitere bedeutende Orte im Borough sind Bishopwearmouth, Doxford Park, Farringdon, Fulwell, Grindon, Hetton-le-Hole, Houghton-le-Spring, Redhouse, Roker, Ryhope, Seaburn, Southwick, Thorney Close und Washington.
Die Reorganisation der Grenzen und der Kompetenzen der lokalen Behörden führte 1974 zur Bildung des Metropolitan Borough Tyne and Wear. Fusioniert wurden dabei der County Borough Sunderland sowie die Urban Districts Hetton, Houghton-le-Spring und Washington. Diese Gebietskörperschaften gehörten zuvor zum County Durham.
1986 wurde Sunderland faktisch eine Unitary Authority, als die Zentralregierung die übergeordnete Verwaltung von Tyne and Wear auflöste. Sunderland blieb für zeremonielle Zwecke sowie auch für einzelne übergeordnete Aufgaben wie Feuerwehr und öffentlicher Verkehr Teil von Tyne and Wear.
1992 erhielt der Borough anlässlich des 40. Thronjubiläums von Königin Elisabeth II. den Status einer City. Zehn Jahre später wurde das Gesuch, einen Lord Mayor ernennen zu dürfen, jedoch abgelehnt.

## Sehenswürdigkeiten
- Das Sunderland Museum mit den Winter Gardens
- Das National Glass Centre, eröffnet 1998
- Das Empire Theatre, größtes Theater im Nordosten Englands
- Das Royalty Theatre
- Das Stadium of Light
- Das Crowtree Leisure Centre
- „The Walrus“ im Mowbray Park
- Auf einem 136 m hohen Hügel zwischen Washington und Houghton-le-Spring befindet sich das Penshaw Monument, ein ab 1844 im Auftrag von Charles Vane, 3. Marquess of Londonderry nachgebauter griechischer Tempel (nach dem Vorbild des Hephaistos Tempels in Athen, aber im halben Maßstab). Sein offizieller Name ist The Earl of Durham’s Monument, benannt nach dem ehemaligen Besitzer, der es 1939 dem National Trust überließ.

## Sport
Der AFC Sunderland spielt in der Football League Championship.

## Töchter und Söhne der Stadt
- Walter Summers (1914–2007), Radrennfahrer, geboren in Ryhope

## Städtepartnerschaften
Sunderland unterhält Städtepartnerschaften mit
- St-Nazaire (Frankreich)
- Essen (Deutschland)
- Washington, D.C. (USA)
- Harbin (Volksrepublik China)